# Franco Santi
Franco Santi (San Marino, 28 dicembre 1967) è un politico sammarinese, dal 27 dicembre 2016 Segretario di Stato per la sanità e la sicurezza sociale della Repubblica di San Marino.

## Biografia
Nel 1988 si è diplomato come Perito Industriale con indirizzo "Elettronica" presso l’Istituto Tecnico Industriale “Benelli” di Ravenna.
Dal 2005 al 2010 ha lavorato presso la Segreteria di Stato per la Sanità e la Sicurezza Sociale e dal 2009 al 2012 ha ricoperto la carica di Capitano di Castello. Dal 2012 al 2016 è stato Membro del Consiglio Grande e Generale durante la XXVI legislatura. 
Il 27 dicembre 2016 è stato nominato Segretario di Stato per la sanità e la sicurezza sociale.